# Poropuntius huangchuchieni
Poropuntius huangchuchieni är en fiskart som först beskrevs av Tchang 1962.  Poropuntius huangchuchieni ingår i släktet Poropuntius och familjen karpfiskar. IUCN kategoriserar arten globalt som otillräckligt studerad. Inga underarter finns listade i Catalogue of Life.